# 山梨県環境整備センター
山梨県環境整備センター（やまなしけんかんきょうせいびセンター）は山梨県北杜市明野町にある最終処分場。通称明野最終処分場（あけのさいしゅうしょぶんじょう）または明野処分場（あけのしょぶんじょう）と呼ばれている。
運営は山梨県環境整備事業団が行っており、2013年を以て閉鎖措置が採られたが、すでに搬入された廃棄物の管理は現在も継続している。

## 概要
一般廃棄物および産業廃棄物の受け入れ施設として、2009年（平成21年）5月より山梨県管轄の県環境整備事業団の管理運営によって操業開始。産業廃棄物に関しては山梨県内唯一の最終処分場であり、埋め立て期間は5.5年の予定であったが、赤字と2度の汚染水漏れ検知作動（いずれも誤作動）による操業停止を起こし、2013年（平成25年）に閉鎖が決定した（後述の「経緯」参照）。

## 施設概要
山梨県環境整備センターの施設概要のデータに基づく。
- 全体面積：11.2ha
- 本体面積：7.8ha
- 埋立容量：約281,000m3（うち埋立廃棄物量は約207,000m3）
- 出水処理能力：80m3／日
- 埋立期間：約5.5年

## 経緯

### 操業開始まで
山梨県内ではこれまで産業廃棄物の最終処分場がなく、他県の処分場に委託する形をとっていたが1990年代に入ると各地の処分場が満杯になったことから県内で処分する「自県内処理」が叫ばれるようになる。
1993年（平成5年）に天野建知事は「公共関与による産業廃棄物最終処分場の整備方針」を策定し、県内のエリアを5つに分け、管理型廃棄物最終処分場を整備することを模索した。このうち峡北地区については北巨摩郡明野村（当時。2004年に合併し北杜市となる。）の浅尾地区に建設されることが決定された。
これに対し村や浅尾地区の区長などは道路整備などの見返りを条件に1994年（平成6年）に建設の同意をするが最終処分場という環境破壊に繋がる施設の建設であったことから地元住民が反対派と賛成派に分かれ対立する。予定地がオオタカの営巣地でもあったことから反対派は測量妨害などの運動を起こすが、県は住民との対話をしつつ東京地方裁判所に測量妨害禁止などの仮処分を求めるなどで対抗。その結果、同意から12年経過した2006年（平成18年）に山梨県と北杜市などが公害防止協定を締結し、ようやく着工に漕ぎ着けた。

### 操業開始から閉鎖決定まで
2009年に操業を開始した明野処分場であるが、着工まで時間を要してきた間に国では循環型社会形成推進基本法をはじめとする各リサイクル法が執行され、それまで最終処分場へ廃棄されてきた白物家電や自動車部品、パソコンなどのリサイクルが義務付けられたことで産業廃棄物の量は次第に減少。整備方針が策定された1993年から操業が開始された2009年までの間に最終処分が必要な産業廃棄物は約6分の1にまで落ち込んだ。また、民間業者との競争による引取り額減少の影響もあり、操業1年目の収支は1,800万円の黒字予測が大きく外れ35億円の赤字を生み出す結果となってしまった。
さらに操業開始からわずか1年の2010年（平成22年）10月に水漏れを感知する漏水検知システムが作動し操業を停止。県は対策を行い、また受入対象のから産業廃棄物を除外し一般廃棄物に限定したうえで操業を再開したが、2012年（平成24年）12月に再度検知システムが作動し操業が停止された。この影響により赤字額はさらに膨らむ形となり、さらに10億円の追加投資と施行業者がこれ以上の対策は不可能と回答したことから、横内正明知事は2013年（平成25年）11月に当初予定していた2014年11月までの稼働期間を前倒しし、施設の閉鎖を表明した。この時点で埋め立てた廃棄物は計画埋立量のわずか22.9%に留まっており、山梨県では最終的に赤字額は54億円となる見込みとしている。さらに廃棄物の撤去行う場合、費用が別途掛かるとしている。

## 閉鎖決定後の状況

### 代替施設
明野処分場に代わる次の処分場として笛吹市境川町の上寺尾区に境川処分場（さかいがわしょぶんじょう）の計画があり。当初は明野処分場の埋め立てが終了する2014年にも稼働開始の予定であったが、予定地がオオタカやミゾゴイなどの希少動物の棲息地であることから環境アセスメントに手間取り、さらに減少する産業廃棄物から一般廃棄物専用に設計変更のため事業は遅れたが、2018年11月9日にかいのくにエコパークとして落成式が行われ、順次搬入が行われている。

### 賠償請求
山梨県側は明野処分場の施工・管理を行っていた業者に対し14億の損害賠償を求め提訴。1審の甲府地方裁判所では1業者への賠償を認めていたが、2審の東京高等裁判所は県側の請求をすべて棄却した。県は最高裁判所への上告を断念し、負債は全額県負担となる。